# Gmina Łącko
Die Gmina Łącko ist eine Landgemeinde im Powiat Nowosądecki der Woiwodschaft Kleinpolen in Polen. Ihr Sitz ist das gleichnamige Dorf mit etwa 2900 Einwohnern.

## Geographie
Die Gemeinde liegt zwischen den Inselbeskiden (Beskid Wyspowy) im Norden und den Sandezer Beskiden (Beskid Sądecki) im Süden. Zu den Gewässern gehört der Fluss Dunajec.

## Geschichte
Von 1975 bis 1998 gehörte die Landgemeinde zur Woiwodschaft Nowy Sącz.

## Gliederung
Zur Landgemeinde (gmina wiejska) Łącko gehören folgende 16 Dörfer mit einem Schulzenamt (sołectwo):
Brzyna
Czarny Potok
Czerniec
Jazowsko
Kadcza
Kicznia
Łazy Brzyńskie
Łącko
Maszkowice
Obidza
Szczereż
Wola Kosnowa
Wola Piskulina
Zabrzeż
Zagorzyn
Zarzecze